# Valentina Matvienko
Valentina Ivanovna Matvienko (in russo Валенти́на Ива́новна Матвие́нко?, in ucraino Валентина Іванівна Матвієнко?, Valentina Ivanivna Matvijenko; Šepetivka, 7 aprile 1949) è una politica e diplomatica russa, la prima donna Governatore di San Pietroburgo dal 2003 al 2011.

## Biografia
Nata a Šepetivka nell'oblast' di Khmelnytskyi, nell'Ucraina Occidentale, in Unione Sovietica, Nel 1972 si è laureata presso l'Istituto di Chimica e Farmaceutica di Leningrado. Matviyenko ha ricoperto varie posizioni di leadership all'interno dell'organizzazione Komsomol fino al 1984.
Dopo aver ricoperto gli incarichi di ambasciatore russo a Malta (dal 1991 al 1995) e in Grecia (dal 1995 al 1998), nel 1998 venne nominata Ministro del Lavoro, carica che occuperà fino al 2003.

## Governatrice di San Pietroburgo

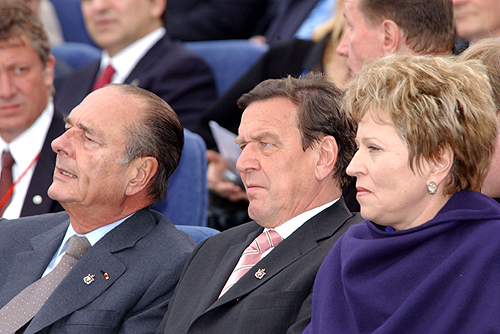
Il Presidente francese Jacques Chirac, il Cancelliere tedesco Gerhard Schroeder e Valentina Matviyenko durante la celebrazione del 300º anniversario di San Pietroburgo nel 2003

Il 24 giugno 2003, dopo che il governatore di San Pietroburgo Vladimir Jakovlev si è dimesso prima del previsto, Matviyenko ha annunciato di essere pronta a candidarsi alla carica. La sua nomina è stata sostenuta dal partito politico Russia Unita e dal presidente Vladimir Putin che si è espresso pubblicamente il 2 settembre in un incontro trasmesso da due emittenti televisive statali. In precedenza, alla fine di giugno, la nuova gestione del canale locale St. Petersburg Television aveva chiuso una serie di programmi analitici sulla politica locale, che si pensava fosse uno dei fattori nell'esito delle elezioni.
Nel primo turno delle elezioni tenutesi il 21 settembre 2003, Matviyenko è arrivata prima con il 48,61% dei voti, seguita da Anna Markova, ex membro dello staff di Jakovlev, con il 15,89%. Il 10,97% dell'elettorato ha votato contro tutti e nove i candidati. L'affluenza è stata bassa, appena il 29%. Il 5 ottobre 2003, Matvienko vinse il secondo turno con il 63% (contro il 24% di Anna Markova) e fu eletta governatore di San Pietroburgo, capo dell'amministrazione della città di San Pietroburgo. Divenne la prima donna capo del governo di San Pietroburgo.
Nel 2005 è entrata in vigore una nuova legge federale russa in base alla quale i governatori sono proposti dal Presidente della Russia e approvati o disapprovati dalle assemblee legislative regionali invece che eletti con voto popolare diretto. Il 6 dicembre 2006, un anno prima della scadenza del suo mandato di governatore eletto, Valentina Matvienko chiese a Vladimir Putin di nominarla per l'approvazione secondo la nuova legislazione, e lui accettò. È stata approvata dall'Assemblea legislativa di San Pietroburgo il 22 dicembre 2006.

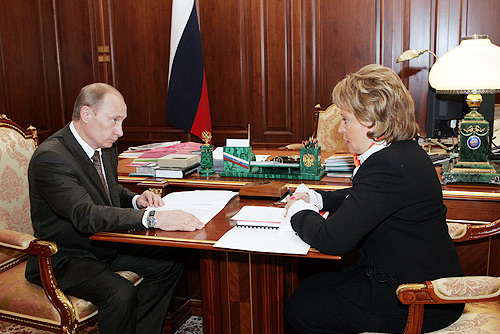
Vladimir Putin e Valentina Matvienko nel 2008

### Proteste pubbliche
Il 3 marzo 2007, decine di partecipanti alla Marcia dei dissidenti, organizzata da partiti di opposizione, hanno manifestato nel viale principale della città, la Prospettiva Nevskij, chiedendo il licenziamento del governatore Matvienko. A sua volta lei li ha accusati di fomentare problemi in vista delle elezioni dell'Assemblea legislativa di San Pietroburgo previste per l'11 marzo, di criticare lo sviluppo dinamico percepito della città e di aver presumibilmente ricevuto sostegno finanziario da fonti dubbie. Il 15 aprile 2007, la Marcia dei dissidenti si è svolta a San Pietroburgo per la seconda volta.

### Tentativo di assassinio
Il 19 maggio 2007, il Servizio di Sicurezza Federale della Federazione Russa ha annunciato di aver arrestato diversi membri di un gruppo religioso giovanile che erano accusati di preparare un tentativo di assassinio della vita di Valentina Matviyenko usando bombe a mano ed esplosivo plastico. Il 23 maggio, il direttore dell'FSB Nikolaj Patrušev ha annunciato che il tentativo impedito era stato programmato per giugno.

### I megaprogetti
Dall'inizio del servizio di Matviyenko come governatore di San Pietroburgo, una quota significativa del denaro delle tasse è stata trasferita dal bilancio federale al bilancio locale e, insieme al boom economico e al miglioramento del clima degli investimenti, il tenore di vita della città è notevolmente aumentato, rendendo livelli di reddito molto più vicini a Mosca e molto al di sopra della maggior parte degli altri centri federali russi. Il profilo di San Pietroburgo nella politica russa è aumentato, segnato dal trasferimento della Corte costituzionale russa da Mosca nel 2008.

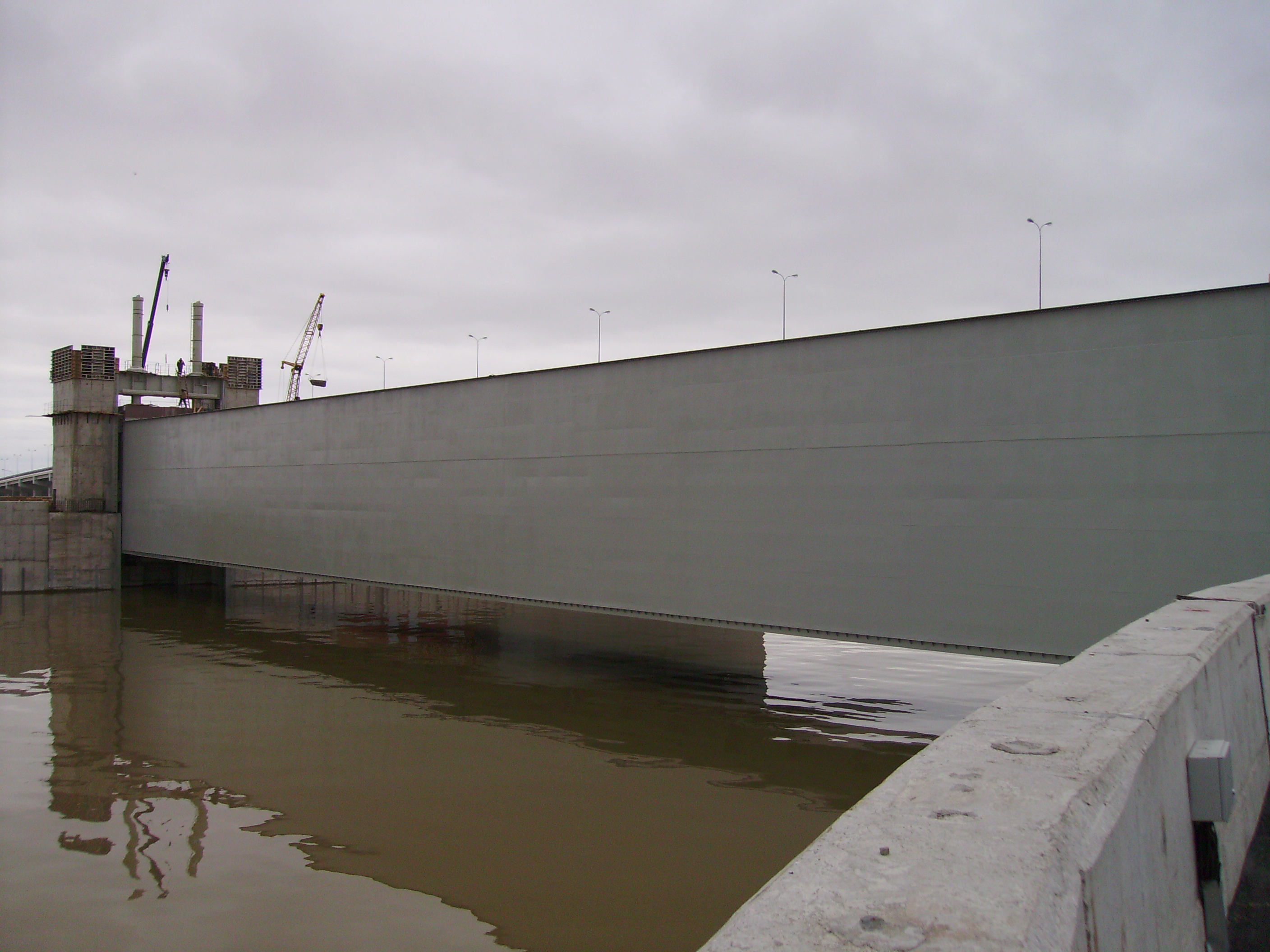
La diga di San Pietroburgo è stata completata quando Matviyenko era in carica. La diga è l'ultima parte della tangenziale di San Pietroburgo, con il tunnel sottomarino più lungo della Russia che passa sotto la chiusa più grande della diga

Matviyenko ha sviluppato un gran numero di megaprogetti in alloggi e infrastrutture, come la costruzione della tangenziale di San Pietroburgo, compreso il ponte Big Obukhovsky (l'unico ponte non levatoio sul fiume Neva in città), il completamento della diga di San Pietroburgo mirava a porre fine alle disastrose inondazioni di San Pietroburgo, il varo della linea 5 della metropolitana di San Pietroburgo e l'avvio della bonifica del terreno nella baia di Neva per la nuova facciata marina della città (il più grande progetto di sviluppo del lungomare europeo) contenente il porto passeggeri di San Pietroburgo.
Diverse grandi aziende produttrici di automobili furono attratte a San Pietroburgo o nelle sue vicinanze, tra cui Toyota, General Motors, Nissan, Hyundai, Suzuki, Magna International, Scania e MAN SE (tutte con stabilimenti nella zona industriale di Shushary), trasformando così il città in un importante centro dell'industria automobilistica in Russia, specializzata in marchi stranieri. Un altro sviluppo del governatorato di Matviyenko fu il turismo; nel 2010, con un numero di turisti raddoppiato sino a toccare i 5,2 milioni di persone, collocò la città tra i primi cinque centri turistici d'Europa.
Alcune azioni e pratiche del governatore Matviyenko hanno suscitato critiche significative da parte dell'opinione pubblica, dei media e dei gruppi di opposizione di San Pietroburgo. In particolare, le nuove costruzioni in aree già fortemente edificate e diversi progetti edilizi sono stati ritenuti in conflitto con l'architettura classica della città, dove l'intero centro è Patrimonio dell'Umanità dell'UNESCO. Alcuni progetti alla fine sono stati cancellati o modificati, come il controverso progetto di un grattacielo Okhta Center alto 400 metri, progettato per essere costruito adiacente al centro storico della città; tuttavia, dopo una campagna pubblica e il coinvolgimento personale del presidente russo Dmitry Medvedev, il progetto è stato trasferito al sobborgo di Lakhta. Un altro importante motivo di critica è stata la gestione da parte di Matviyenko dei problemi di rimozione della neve della città durante gli inverni insolitamente freddi e nevosi del 2009-10 e 2010-11. Il 22 agosto 2011, subito dopo il completamento della diga di San Pietroburgo, Matviyenko si è dimesso dall'incarico. In qualità di membro del Partito Russia Unita al potere, il 21 settembre 2011, Matviyenko è stata eletta Presidente del Consiglio della Federazione, la terza più alta carica elettiva del paese.

## Sanzioni
A causa del suo ruolo nel referendum sullo status di Crimea, Matviyenko è diventata una delle prime persone sottoposte a sanzioni esecutive dal presidente degli Stati Uniti Barack Obama. Le sanzioni congelano i suoi beni negli Stati Uniti e le vietano di entrare negli Stati Uniti. È stata inserita in un elenco di sanzioni dagli Stati Uniti e dal Canada il 17 marzo 2014, dall'Unione europea il 21 marzo 2014, dalla Svizzera il 2 aprile 2014, dal Liechtenstein il 17 aprile 2014, dall'Australia il 19 giugno 2014 e dall'Ucraina il 16 ottobre 2016.

## Vita privata
Quando frequentava l'Università di Leningrado, ha incontrato suo marito, Vladimir Vasil'evič Matvienko. Ebbero un figlio, Sergej, nel 1973. Nel maggio 2003, Sergey Matviyenko è stato nominato vicepresidente della Banca di San Pietroburgo. In seguito divenne anche vicepresidente e primo vicepresidente (2005) di Vneshtorgbank.